# Expreso Brasilia
La Expreso Brasilia Limitada, es una empresa colombiana de transporte terrestre con sede en Barranquilla (Atlántico).
Se encuentra enclavada en el norte de Colombia, cuenta con una flota de aproximadamente 500 buses, esta vigilada por la Superintendencia de Transporte.
En 2023, fue la tercera empresa más grande del sector en Colombia, en termino de ventas de tiquetes.

## Historia
El 11 de agosto de 1961, fue fundada la empresa con 12 buses Ford tipo 600 con capacidad para hasta 35 pasajeros, ofreciendo rutas entre Barranquilla y otras ciudades de la costa Caribe.
En 1999, fue la primera empresa de su tipo en ofrecer viajes internacionales, al viajar a Maracaibo, Venezuela.
En 2014, Anuncia la inauguración de la ruta Bogotá - Lima - Bogotá en una alianza con Cruz del Sur.
En 2020, desde marzo hasta septiembre la empresa tuvo que suspender sus operaciones debido a la Pandemia de COVID-19 en Colombia, lo que produjo usa crisis económica en la empresa.
En 2022, reactivo sus rutas internacionales hacia Lima y Caracas.
En 2023, empiezan a circular buses de larga distancia impulsados al 100% con Gas natural vehicular.